# 로빈 리커
로빈 라이커(Robin Riker, 1952년 10월 2일 ~ )는 미국의 배우이다.
맨해튼에서 태어났다.

## 출연 작품
- 할리스 홀리데이 (2012년) - 캐롤 역
- 컨빈싱 클루니 (2010년)
- 내 일기 속의 진실 (2006년)
- 레바 (2001년)
- 크리스마스 에브리 데이 (1996년) - 캐롤린 역
- 베일 속의 음모 (1994년)
- 외계인 새 엄마 (1993년)
- 보디 케미스트리 2 - 본능의 향기 (1992년)
- 동의 없는 관계 (1990년)
- 립타이드 (1984년)
- 엘리게이터 (1980년) - 마리사 역

### 텔레비전
- 우리 생애 나날들 (1965년)
- 비앤비 (1987년)